# Un mese in campagna (commedia)
Un mese in campagna (in russo: Месяц в деревне; translitterazione: Mesjac v Derevne) è una commedia di Ivan Sergeevič Turgenev, scritta in Francia tra il 1848 ed il 1850 e debuttata sulle scene moscovite solo nel 1872. Originariamente intitolata Lo studente, fu poi ribattezzata Due donne per la prima stampa del 1855, mentre il titolo definitivo fu scelto poco prima del debutto teatrale.

## Trama
Natalya Petrovna è una testarda ventinovenne sposata con Arkadi Islaev, un ricco latifondista più anziano di sette anni. Annoiata dalla vita, Natalya accetta le attenzione di Mikhaeil Rakitin, il vicino con cui flirta da anni senza mai essersi davvero innamorata di lui. L'arrivo del timido Aleksei Beljaev, uno studente ventunenne assunto come precettore del figlio Kolya, mette fine alla noia di Natalya, che si innamora di lui, così come fa Vera, la protetta diciassettenne della Patrovna. Intanto il dottor Shpigelsky porta alla padrona di casa la notizia che Afanasi Ivanovich Bolshintosov, un ricco quarantenne, sarebbe interessato a sposare Vera, e Natalya, accortasi dei sentimenti di Vera per Beljaev e temendo la concorrenza della giovane, considera di darla in matrimonio. Fingendosi sua confidente, Natalya Petrova convince Vera a confessarle i suoi sentimenti per il giovane, ma nel farlo rivela inaspettatamente il proprio amore per Beljaev. La Petrova convoca quindi Beljaev per rivelargli i sentimenti della sua protetta per lui e per dirgli che dovrà lasciare la casa per non complicare ulteriormente la situazione. Poi però, incapace di lasciarlo andare, Natalya Petrovna ci ripensa e chiede al precettore di aspettare una sua risposta definitiva se dovrà andarsene o se potrà restare. 
L'amore della Patrovna per Beljaev ingelosice Rakitin, che prova a parlare con la padrona di casa con scarso successo. Quando Vera sente che Beljaev sarà bandito dalla casa, chiese allo studente di incontrarlo privatamente. Rimasti soli, Vera ammette i suoi sentimenti per lo studente, ma gli rivela che anche Natalya è innamorata di lui, una rivelazione che sconcerta Beljaev. I due vengono sorpresi dalla Petrovna, che allontana Vera con il pretesto di qualche faccenda, e rimasta sola con Beljaev gli confessa i suoi sentimenti per lui. Gli dice anche che sa che questi sentimenti non sono ricambiati e che,  per evitare ulteriori imbarazzi, il giovane tutore dovrà lasciare la casa. Beljaev è sconcertato: mai avrebbe potuto aspettarsi che una donna ricca e altolocata come Natalya Petrovna potesse amarlo, e il giovane confuso non riesce a capire se ricambia o meno questo sentimento, ma suggerisce alla padrona di casa che anche egli potrebbe avere sentimenti per lei. I due vengono interrotti dall'arrivo di Rakitin il quale, rimasto solo con Natalya, discute con lei dei suoi sentimenti per il giovane; vengono però trovati a discutere animatamente da soli da Arkadi, che il giorno dopo confronta l'amico e vicino: Arkadi ha notato da anni i sentimenti dell'uomo per la moglie e l'atteggiamente civettuolo della donna, ma ora vuole una conferma. Rattristato per aver ferito l'amico, Ratkin decide di partire per Mosca per evitare ulteriori imbarazzi alla famiglia e Arkadi è commosso e pieno di riconoscenza per il vicino. Intanto Beljaev decide di partire anche egli per Mosca, sapendo che la situazione in casa è diventata invivibile. Vera decide di accettare la proposta di matrimonio di Bolshintsov, dato che sarebbe disposta a tutto pur di non restare in casa da sola con Natalya. Abbandonata dai due uomini della vita, Natalya si ritira in lacrime nella sua camera, lasciando da solo in soggiorno un perplesso Arkadi che non ha mai capito che i sentimenti della moglie erano per il giovane Beljaev e non per Rakitin.

## Adattamenti
Lee Hoiby adattò la commedia nell'opera lirica Natalia Petrovna, portata al debutto a New York nel 1964. Frederick Ashton invece riadattò la pièce in un balletto, A Month in the Country, portato al debutto alla Royal Opera House dal Royal Ballet nel 1976. Nel 2014 Vera Glagoleva ha diretto un adattamento cinematografico, intitolato Two Women.